# Kaneferre
Kaneferre (Agradable és l'ànima de Ra) fou un faraó de la dinastia IX. A la llista del Papir de Torí és esmentat en tercer lloc. El seu nom era nom de naixement (traduït per "agradable és l'ànima de Ra") i no és clar quin era el seu nom de regnat. La seva residència fou a Herakleòpolis.